# 62 Kompania Specjalna
62 Kompania Specjalna – jednostka dalekiego rozpoznania SZ PRL i SZ RP.
Sformowana rozkazem szefa Inspektoratu Szkolenia m 0041 I/MON z dnia 10 listopada 1967 na bazie wydzielonych pododdziałów 1 Batalionu Szturmowego z Dziwnowa jako kompania rozpoznania specjalnego armii. Przeznaczona była do prowadzenia dalekiego rozpoznania na rzecz armii wystawianej przez Śląski Okręg Wojskowy. Stacjonowała w Bolesławcu. Od 1990 roku w składzie kompanii funkcjonował rozpoznawczy pluton kadrowy. Rozformowana w sierpniu 1994.

## Struktura organizacyjna
dowództwo i zespół dowodzenia
- trzy plutony rozpoznawcze (jeden skadrowany)
- pluton  płetwonurków  (skadrowany)
- pluton łączności
- drużyna transportowo-gospodarcza
- drużyna remontowa
- spadochroniarnia

Stan osobowy: 116 żołnierzy czasu "P" i 252 żołnierzy czasu "W". W czasie wojny wystawiała 12 grup rozpoznawczych i 3 grupy bojowe płetwonurków (każda po 7-8 żołnierzy). 

## Dowódcy kompanii
- kpt. Stefan Markowicz
- ppłk Bronisław Gronowski
- ppłk Andrzej Żdan
- mjr/ppłk Edward Mroczek
- kpt. Kazimierz Dziadek
- mjr Ryszard Marciniec